# Osteopatía
La osteopatía es un tipo de medicina alternativa  que enfatiza la manipulación física del tejido muscular y óseo. Su nombre deriva del griego antiguo "hueso" (ὀστέον) y "sensible a" o "que responde a" (-πάθεια). No existe evidencia convincente de su efectividad para el tratamiento del dolor musculoesquelético y la misma es limitada para el caso de ciertos dolores específicos. Partes de la osteopatía, como la terapia craneal, no tienen ningún valor terapéutico y se han catalogado como pseudociencia. El ministerio de sanidad español incluyó en el año 2019 a la osteopatía en su lista de evaluación de distintas terapias para su posible catalogación como pseudociencias.
La terapia de manipulación osteopática es el conjunto básico de técnicas en osteopatía y medicina osteopática. Las técnicas se basan en una ideología creada por Andrew Taylor Still (1828–1917) que postuló la existencia de una "continuidad miofascial" – una capa de tejido que "une cada parte del cuerpo con cualquier otra parte". Los osteópatas intentan diagnosticar y tratar lo que originalmente se llamó "la lesión osteopática", pero que ahora se denomina "disfunción somática", manipulando los huesos y músculos de una persona. Las técnicas de manipulación osteopática se usan más comúnmente para tratar el dolor de espalda y otros problemas musculoesqueléticos.
Los practicantes de la osteopatía se conocen como osteópatas o médicos osteópatas.

## Historia

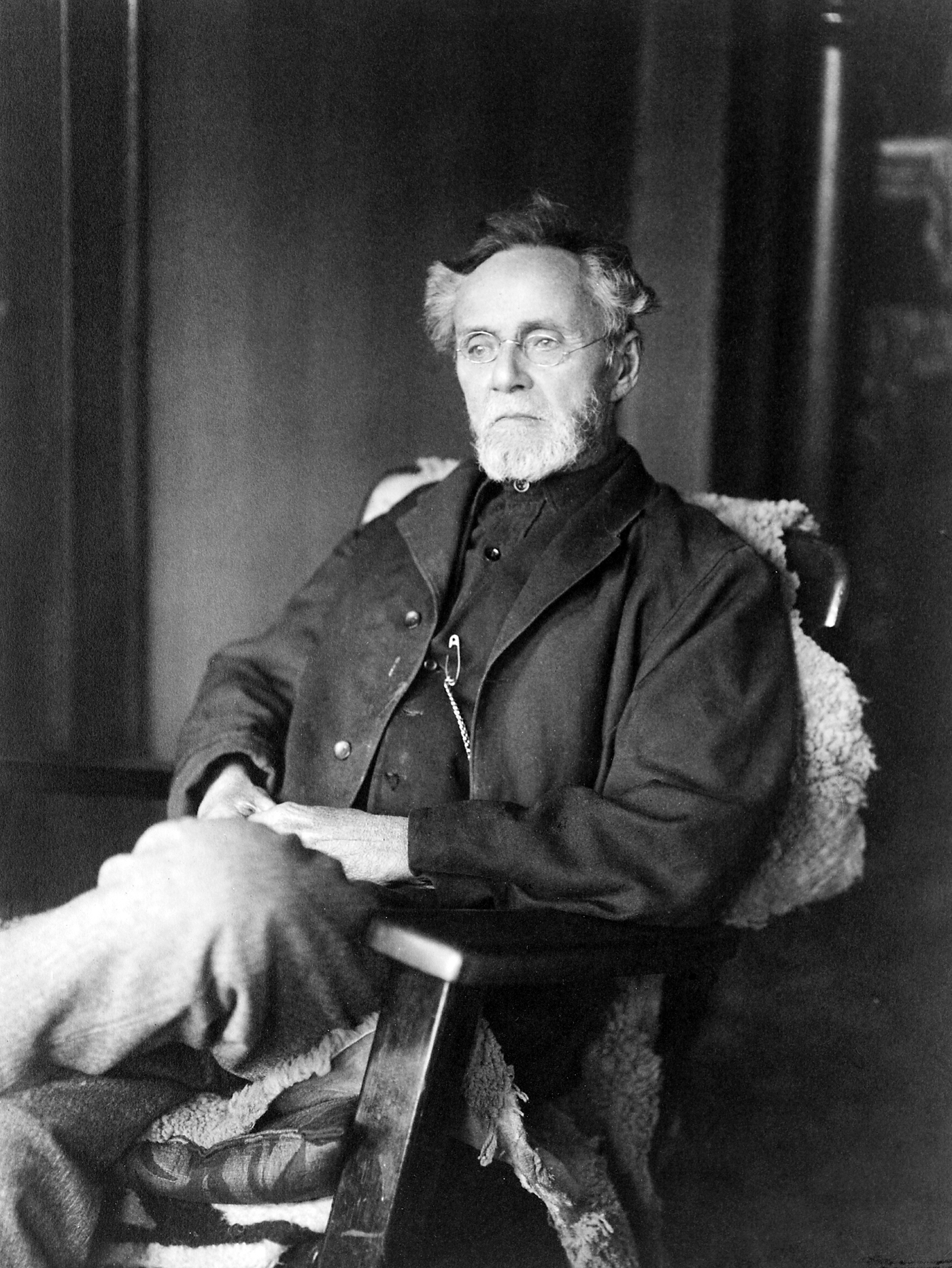
Andrew Taylor Still en 1914

La medicina osteopática fue fundada por Andrew Taylor Still, médico estadounidense del siglo XIX, cirujano de la Guerra Civil y legislador estatal de Kansas quien vivió cerca de Baldwin City, Kansas, en el tiempo de la guerra civil americana y fue allí donde comenzó la práctica de la osteopatía. Still afirmaba que las enfermedades humanas estaban originadas en problemas del sistema musculoesquelético, y que las manipulaciones osteopáticas podrían resolver estos problemas aprovechando el propio potencial de autorreparación del cuerpo. A los pacientes de Still se les prohibía el tratamiento con medicina convencional, así como otras prácticas como beber alcohol. Estas prácticas derivan de la creencia, común a principios del siglo XIX entre los defensores de la medicina alternativa (entonces llamada "medicina irregular" o "medicina no ortodoxa"), de que el estado natural del cuerpo tiende hacia la salud e inherentemente contiene la capacidad de combatir cualquier enfermedad. Esto se oponía a los practicantes ortodoxos, quienes sostenían que la intervención del médico era necesaria para restaurar la salud del paciente. Para el momento en que Still estableció las bases de la osteopatía, la división entre la medicina irregular y la medicina regular ya había sido un conflicto importante durante décadas.
Después de experimentar la pérdida de su esposa y sus tres hijas a causa de la meningitis espinal y observar que el sistema médico ortodoxo de ese momento no podía salvarlas, Still podría haber sido impulsado a moldear sus actitudes reformistas hacia la medicina convencional. Still se dispuso a reformar la escena médica ortodoxa y establecer una práctica que no recurriera tan fácilmente a las drogas, los purgantes y terapias severamente invasivas para tratar a una persona que padece una enfermedad. Una postura similar a la mentalidad de los "irregulares" de principios del siglo XIX. 
Se piensa que influenciado por figuras espiritistas como Andrew Jackson Davis e ideas de curación magnética y eléctrica, Still comenzó a practicar procedimientos de manipulación destinados a restaurar la armonía en el cuerpo. En el transcurso de los siguientes veinticinco años, Still generó el apoyo a su filosofía médica que desaprobaba la medicina ortodoxa y moldeó su filosofía para la osteopatía.  
Still buscaba establecer una nueva escuela de medicina que pudiera producir médicos entrenados bajo esta filosofía y estar preparados para competir contra los médicos ortodoxos o "alopáticos". Estableció la American School of Osteopathy el 20 de mayo de 1892, en Kirksville, Misuri, con veintiún estudiantes en la primera clase. Still describió los fundamentos de la osteopatía en su libro The Philosophy and Mechanical Principles of Osteopathy (La filosofía y los principios mecánicos de la osteopatía) en 1892. Llamó a su nueva escuela de medicina "osteopatía", razonando que "el hueso, el osteón, era el punto de partida desde el cual se debía determinar la causa de las condiciones patológicas".
Eventualmente afirmaría que podría "sacudir a un niño y detener la escarlatina, el crup, la difteria y curar la tosferina en tres días con un retorcimiento del cuello".
Cuando el estado de Misuri otorgó el derecho de otorgar el título de "MD" (doctor en Medicina), Still permaneció insatisfecho con las limitaciones de la medicina convencional y en su lugar eligió conservar la distinción de "DO" (doctor en medicina Osteopática). A principios del siglo XX, los osteópatas de los Estados Unidos buscaron establecer una ley que legitimara su grado médico al estándar de la medicina convencional. Los procesos fueron arduos, y no sin conflicto. En algunos estados, los proyectos de ley tardaron años. Los osteópatas a menudo fueron ridiculizados y en algunos casos arrestados, pero en cada estado, los osteópatas lograron lograr el reconocimiento legal. En 1898, el Instituto Americano de Osteopatía comenzó el Journal of Osteopathy y en ese para ese tiempo cuatro estados reconocieron la osteopatía como una profesión.

## Influencias
Still, el fundador de la osteopatía, fue influido por distintos conocimientos y prácticas de su época para la creación de la misma. Estas son por ejemplo el chamanismo de los indios Sahwnee con los que convivió, el magnetismo de Franz Mesmer a través del magnetista Paul Caster, el estructuralismo de Herbert Spencer, las técnicas manipulativas de articulaciones de los Bonesetter, el estudio de la célula de Rudolf Virchow, la vitapatía de Campbell o la espiritualidad de la religión metodista de la que era practicante.

### Espiritismo
En el año 1848, cuando Stil tenía 20 años, se funda en Estados Unidos el espiritismo. Esta práctica se basaba en la creencia de que existía la posibilidad de comunicarse con los espíritus de los fallecidos. Proliferaron en esta época numerosos médiums, siendo el más famoso Andrew Jackson Davis, el cual escribió muchos libros de la materia. Entre ellos está la obra de varios volúmenes titulada The Great Harmonia. Still era un gran aficionado al espiritismo. De esta manera incluye en la osteopatía algunas ideas de este libro como la visión de la naturaleza como una máquina poderosa, magnífica y potente, la concepción de la enfermedad como una perturbación en la circulación del principio espiritual, la acusación que hacía Still a la medicina de antaño de tratar a los pacientes sus síntomas y no la causa de las enfermedades, su repulsa a la utilización de fármacos y el magnetismo, una práctica usada por Still de curación mediante el uso de imanes.

### Mesmerismo
El mesmerismo es una práctica pseudocientífica originada en el siglo XVIII de la que emanaron muchas creencias reflejadas en la osteopatía y otras pseudoterapias. Su creador, Franz Mesmer, sostenía que existía un «magnetismo animal» que se definía como un fluido natural por el cual la vida se preservaba y se originaba. Si este fluido se desequilibraba se producía la enfermedad. Mesmer utilizaba imanes para reequilibrarlo en forma de baños magnéticos. En los Estados Unidos del siglo XIX existían muchos sanadores magnéticos, entre ellos Paul Caster, el cual le aconsejó a Still que se hiciera sanador magnético. Poco después Still empezó a tratar pacientes de acuerdo a este sistema. Still impregnó la osteopatía de algunas ideas derivadas del magnetismo como el flujo de fluidos sin obstrucciones para curar las enfermedades, la metáfora del hombre como una máquina divinamente horneada, de la cual provienen los postulados mecanicistas osteopáticos o el holismo característico de la osteopatía, proveniente de la idea de la interacción de todas las partes del cuerpo.

### Los bonesetter
Los boneseter eran unos practicantes de medicina tradicional inglesa que tienen su equivalente en muchos otros lugares. Su práctica consistía en la movilización de huesos y articulaciones para la curación de distintas dolencias, especialmente fracturas y luxaciones, pero siempre se les atribuyó la posibilidad de curar otras enfermedades muy distintas a estas. En 1875 Still se publicitaba con su labor terapéutica como «The lightning Bonesetter» (El huesero alucinante) y ejercía esta actividad junto con el magnetismo.

### Vitapatía
La vitapatía fue una disciplina mística de medicina popular y de gran influjo religioso. Esta fue creada en el siglo XVII por un pastor protestante inglés llamado Jhon Bunyan Campbell, encarcelado por hereje. La vitapatía proponía prevenir y curar enfermedades e incluso vivir eternamente mediante el uso terapéutico de distintos agentes como aire, luz, baños, o magnetismo. Su objetivo era restaurar la fuerza vital o vita para curar a los enfermos o incluso resucitar a los muertos. Sostenía que el poder curativo entraba por la coronilla y que, por tanto, el pelo de esta zona debía ser rasurado para facilitar su ejercicio. Esto permitía identificar a los practicantes de la vitapatía por la posesión de una raya en su peinado. Still se vio influenciado por la vitapatía a través de C.D. Henry que llegó a Kirksville en 1883 ofreciendo sus servicios terapéuticos con base en esta disciplina. Algunas de las distintas influencias que obtuvo de la vitapatía fueron la creación de una escuela, la cual no poseían los bonesetter  puesto que el conocimiento era heredado vía familiar, pero si los practicantes de la vitapatía, la emisión de un diploma como DO (doctor en osteopatía) inspirado en el diploma de los vitápatas como VD (doctor en vitapatía) y la construcción del nombre de la osteopatía bajo cuyo sufijo podría estar la influencia del nombre vitapatía.

### La filosofía de Herbert Spencer
Herbert Spencer fue un sociólogo y antropólogo inglés conocido por ser el máximo exponente del darwinismo social. El principio osteopático de «la estructura gobierna la función», modificado por consenso más tarde en 1953 por «la estructura y la función están relacionadas recíprocamente» es originario del darwinismo social de Spencer, el cual señalaba que «los cambios en la estructura no pueden ocurrir sin cambios en la función». La aplicación de este principio a la anatomía implica que el osteópata debe ajustar la estructura para de esta manera poder ajustar la función. Otros aspectos de la mecánica evolutiva de Spencer que explican como evolucionan las especies fueron los esenciales evolutivos, los cuales  también fueron trasladados más tarde por Still a la osteopatía. Estos son que el cuerpo funciona como una unidad total, de donde parte el holismo osteopático, la autorregulación y curación del organismo y que la presión anormal en una parte del organismo produce presiones y tensiones en otras partes del cuerpo. Still declaró que Spencer era su filósofo favorito.

## Práctica y principios
Según la Asociación Estadounidense de Osteopatía, el tratamiento de manipulación osteopática,se considera solo un componente de la medicina osteopática y puede usarse solo o en combinación con farmacoterapia, rehabilitación, cirugía, educación del paciente, dieta y ejercicio. Las técnicas de manipulación osteopática no son necesariamente exclusivas de la medicina osteopática. Otras disciplinas, como la fisioterapia o la quiropráctica, utilizan técnicas similares.
Un principio integral de la osteopatía es que los problemas en la anatomía del cuerpo pueden afectar su correcto funcionamiento. Otro principio es la capacidad innata del cuerpo para curarse a sí mismo. Muchas de las técnicas de manipulación de la medicina osteopática tienen como objetivo reducir o eliminar los impedimentos a la estructura y función adecuadas para que el mecanismo de autocuración pueda asumir su papel en la recuperación de la salud de una persona. La medicina osteopática define un concepto de atención médica que abarca el concepto de la unidad de la estructura (anatomía) y la función (fisiología) del organismo vivo.
La Asociación Estadounidense de Osteopatía afirma que los cuatro principios principales de la medicina osteopática son los siguientes:
1. El cuerpo es una unidad integrada de mente, cuerpo y espíritu.
2. El cuerpo posee mecanismos de autorregulación, con la capacidad inherente de defenderse, repararse y remodelarse.
3. Estructura y función están recíprocamente interrelacionadas.
4. La terapia racional se basa en la consideración de los primeros tres principios.

Los practicantes de la medicina osteopática no consideran que estos principios sean leyes empíricas. Sirven, más bien, como los cimientos del enfoque osteopático de la salud y la enfermedad.  
Por otra parte en el año 2013 el osteópata estadounidense Steve Paulus, publicaba un artículo en la revista International Journal of osteopathic Medicine titulado Los principios nucleares de la filosofía osteopática, donde describía detalladamente diez principios osteopáticos. Estos son:
1. Holismo: el paradígma holístico defiende la idea de que todo está conectado con todo. Esta idea está fuertemente vinculada al movimiento new age. En la osteopatía esta afirmación se traslada a la anatomía del cuerpo humano, de manera que se traduce en dos principios. Estos son que el cuerpo es una unidad y que el todo el cuerpo en su conjunto es más que la suma de sus partes.
2. Autocuración: Still, el fundador de la osteopatía, creía que todas las enfermedades se producían por una obstrucción de la circulación sanguínea en el cuerpo. Esta obstrucción se debía a su vez a una alteración de la posición de alguna estructura musculoesquelética, como un hueso. Por tanto podía ser curada volviendo a colocar el mismo en su posición original mediante movilizaciones manuales. Con el desarrollo de la medicina se descubrió que muchas enfermedades estaban generadas por microorganismos, por lo que Still tuvo que modificar su discurso y afirmar que el cuerpo se curaba el mismo por sus propios mecanismos, pero que la osteopatía ayudaba a hacer funcionar correctamente los mecanismos de autocuración.
3. La estructura gobierna la función: es una idea que Still obtuvo de la filosofía del antropólogo inglés Herbert Spencer, aplicada a la evolución de las especies. Significa que los cambios en una estructura corporal implican un cambio en la función de esa estructura. Según este principio, trasladado a la anatomia, el osteópata se encargaría de ajustar la estructura para ajustar la función. En 1953 se estableció un consenso de principios osteopáticos siendo esta afirmación modificada por «estructura y función están relacionadas recíprocamente».
4. Palpación: La palpación es la herramienta de diagnóstico y tratamiento fundamental de la osteopatía.
5. Mecanicismo: según la filosofía osteopática, el cuerpo es una máquina en la que todas las estructuras están interconetcadas, de manera que por ejemplo una alteración en la alineación de una extremidad, puede causar otra alteración en otra alejada de ella, siguiendo unas cadenas biomecánicas determinadas por la propia disciplina.
6. Tratamiento individualizado: La osteopatía cree que no hay dos pacientes iguales y que por lo tanto no debe haber dos tratamientos iguales. De esta manera los osteópatas rechazan los protocolos y guías clínicas de tratamiento.
7. Terminología propia: la osteopatía posee una terminología propia y diferente. Por ejemplo el concepto «disfunción somática», antes denominado «lesión osteopática». Este término es un cajón de sastre para cualquier cosa que los osteópatas diagnostican.
8. Tratar la causa, no el síntoma: Los osteópatas creen que se debe tratar la causa de la enfermedad y no sus síntomas, por lo que rechazan el tratamiento sintomatológico, aun no siendo posible la curación causal del problema.
9. Inmaterialismo: en la osteopatía existe una combinación entre una idea mecanicista del funcionamiento del cuerpo humano, con otra inmaterialista bioenergética de un aspecto intangible e invisible que genera su funcionamiento.
10. Experiencia: la osteopatía deposita mucha confianza en la experiencía del osteópata y en su intuición para el diagnóstico y el tratamiento.

### Tipos de osteopatía
Dependiendo de la parte del cuerpo en la que se encuentra, hay diferentes disciplinas cada una orientada a la atención de la estructura afectada:
- Osteopatía estructural: Dedicada al restablecimiento del aparato músculo-esquelético y de la postura, centrándose en la columna vertebral y otras articulaciones y traumatismos.
- Osteopatía craneal: Se centra en los problemas craneales y su influencia en el Sistema nervioso central.
- Osteopatía visceral: Enfocada hacia la curación de órganos y vísceras, pretendiendo mejorar la función de estos mediante manipulación para conseguir un mejor riego sanguíneo.

### Energía muscular
Las técnicas de energía muscular abordan la disfunción somática a través del estiramiento y la contracción muscular. Por ejemplo, si una persona no puede abducir completamente el brazo, el osteópata tratante levanta el brazo del paciente cerca del final del rango de movimiento del paciente, también llamado borde de la barrera restrictiva. Luego, el paciente trata de bajar el brazo, mientras que el médico ejerce resistencia. Esta resistencia contra el movimiento del paciente permite la contracción isotónica del músculo del paciente. Una vez que el paciente se relaja, su rango de movimiento aumenta ligeramente. La repetición de ciclos alternos de contracción y posterior relajación ayudan al músculo tratado a mejorar su rango de movimiento.
Las técnicas de energía muscular están contraindicadas en pacientes con fracturas, lesiones por aplastamiento, dislocaciones, inestabilidad articular, espasmos o distensiones musculares graves, osteoporosis grave, lesión por latigazo cervical grave, insuficiencia vertebrobasilar,  y cirugía reciente.

### Contraesfuerzo
El contraesfuerzo es un sistema de diagnóstico y tratamiento que considera que la disfunción física es un reflejo de tensión continuo e inapropiado, que se inhibe durante el tratamiento al aplicar una posición de tensión leve en la dirección exactamente opuesta a la del reflejo. Después de que se diagnostica un punto de contraesfuerzo sensible a la palpación, el punto sensible identificado es tratado por el osteópata que, mientras monitorea el punto sensible, posiciona al paciente de modo que el punto ya no sea sensible a la palpación. Esta posición se mantiene durante noventa segundos y, posteriormente, el paciente vuelve a su postura normal. La mayoría de las veces, esta posición de alivio se logra acortando el músculo de interés. El resultado deseado es la mejora o resolución de la sensibilidad en el punto de contraesfuerzo identificado.
El uso de la técnica de contraesfuerzo está contraindicado en pacientes con osteoporosis severa, patología de las arterias vertebrales y en pacientes que están muy enfermos o que no pueden relajarse voluntariamente durante el procedimiento.

### Alta velocidad, baja amplitud
Alta velocidad, baja amplitud (AVBA) es una técnica que emplea una fuerza terapéutica rápida, específica y de corta duración que recorre una corta distancia dentro del rango anatómico de movimiento de una articulación y activa la barrera restrictiva en uno o más lugares de movimiento para provocar la liberación de restricción.
El uso de AVBA está contraindicado en pacientes con síndrome de Down debido a la inestabilidad de la articulación atlantoaxial, que puede deberse a la laxitud ligamentosa, y en afecciones óseas patológicas como fracturas, antecedentes de fractura patológica, osteomielitis, osteoporosis y casos graves de artritis reumatoide. El AVBA también está contraindicado en pacientes con enfermedades vasculares como aneurismas o enfermedades de las arterias carótidas o las arterias vertebrales. Las personas que toman ciprofloxacina o anticoagulantes, o que tienen metástasis locales no deben recibir AVBA.

### Liberación miofascial
La fascia es el componente de tejido blando del tejido conectivo que proporciona soporte y protección para la mayoría de las estructuras dentro del cuerpo humano, incluidos los músculos. Este tejido blando puede restringirse debido a una enfermedad psicógena, uso excesivo, trauma, agentes infecciosos o inactividad, lo que a menudo resulta en dolor, tensión muscular y disminución del flujo sanguíneo correspondiente. La liberación miofascial es una forma de tratamiento alternativo. Los practicantes afirman que tratan la inmovilidad y el dolor del músculo esquelético relajando los músculos contraídos. Se dice que la retroalimentación palpatoria por parte del profesional es una parte integral para lograr la liberación de tejidos miofasciales, lograda relajando los músculos contraídos, aumentando la circulación y el drenaje linfático, y estimulando el reflejo de estiramiento de los músculos y la fascia suprayacente.
Los que realizan la liberación miofascial consideran que la fascia y su músculo correspondiente son los objetivos principales de su procedimiento, pero afirman que otros tejidos también pueden verse afectados, incluido otro tejido conectivo.
Algunos osteópatas buscan pequeños bultos de tejido, llamados "puntos de liberación de Chapman" como parte de su procedimiento de diagnóstico.

## Eficacia
El Servicio Nacional de Salud británico señala que, existe evidencia limitada que sugiere que la osteopatía puede ser efectiva para el tratamiento de ciertos tipos de dolor de cuello, hombro o espalda baja, así como para la recuperación después de operaciones de rodilla o cadera. Sin embargo, actualmente no existe buena evidencia de que sea efectiva como tratamiento para condiciones no relacionadas con el sistema musculoesquelético. También agrega que la evidencia para la efectividad de la osteopatía como tratamiento para el asma, menstruaciones dolorosas, cólicos en bebés y escoliosis es limitada o inexistente y que dada la presencia del efecto placebo, a pesar de que muchas personas reportan sentirse mejor después de un tratamiento con osteopatía no está claro cuán efectivo es realmente el tratamiento.
Una revisión Cochrane de 2005 de la manipulación osteopática en el tratamiento del asma concluyó que no había pruebas suficientes de que pueda usarse para tratar el asma.
Una revisión sistemática de 2011 sobre la manipulación osteopática "falló en producir evidencia convincente" para la eficacia en el tratamiento del dolor musculoesquelético.
Una revisión sistemática de 2013 encontró evidencia insuficiente para calificar la manipulación osteopática para el dolor lumbar no específico crónico.
Una revisión sistemática de 2013 del uso de manipulación osteopática para el tratamiento de afecciones pediátricas concluyó que su efectividad no estaba probada.
En 2013, una Revisión Cochrane revisó seis ensayos controlados aleatorizados que investigaron el efecto de cuatro tipos de fisioterapia torácica (incluyendo manipulación osteopática) como tratamientos complementarios para la neumonía en adultos y concluyó que "según la evidencia limitada actual, la fisioterapia torácica no podría recomendarse como tratamiento rutinario adicional para la neumonía en adultos". Las técnicas investigadas en el estudio incluyeron inhibición paraespinal, elevación de costillas y liberación miofascial. La revisión encontró que la manipulación osteopática no redujo la mortalidad y no aumentó la tasa de curación, pero si redujo ligeramente la duración de la estancia hospitalaria y el uso de antibióticos.
En 2014, una revisión sistemática y un metanálisis de 15 ensayos controlados aleatorizados encontraron evidencia de calidad moderada de que el tratamiento con manipulación osteopática reduce el dolor y mejora el estado funcional en el dolor lumbar no específico agudo y crónico. El mismo análisis también encontró evidencia de calidad moderada para la reducción del dolor para el dolor lumbar inespecífico en mujeres posparto y evidencia de baja calidad para la reducción del dolor en el dolor lumbar inespecífico en mujeres embarazadas.
Una revisión sistemática de 2018 encontró que no hay evidencia de la confiabilidad o eficacia específica de las técnicas utilizadas en la osteopatía visceral.

## Críticas
La AMA (American Medical Association) calificó a los DO (doctores en Osteopatía) como "cultistas" y consideró que la consulta de MD (doctores en Medicina) a los DO no era ética desde 1923 hasta 1962. Los médicos consideraron que los tratamientos osteopáticos se basaban en "dogma pseudocientífico", y aunque los médicos de ambas ramas de la medicina han podido reunirse en un terreno común, las tensiones entre los dos continúan.
En 1988, el médico e investigador Petr Skrabanek clasificó la osteopatía como una de las  "paranormales" de medicina alternativa, comentando que tiene una visión de la enfermedad que no tiene ningún sentido fuera de su propio sistema cerrado.
En su discurso durante una conferencia en 1995, el presidente de la Asociación de Colegios Médicos Americanos, Jordan J. Cohen, señaló la terapia de manipulación osteopática como una diferencia definitoria entre los médicos y los osteópatas. Si bien señaló que no había disputa sobre la idoneidad de la manipulación para el tratamiento musculoesquelético, la dificultad se centra en "aplicar la terapia de manipulación para tratar otras enfermedades sistémicas". En ese punto, Cohen dice, "entramos en el terreno de escepticismo por parte del mundo alopático."
En 1998, Stephen Barrett, de Quackwatch, dijo que el valor de la terapia de manipulación se había exagerado y que la Asociación Estadounidense de Osteopatía (AOA) estaba actuando de manera poco ética al no condenar la terapia craneosacral . El artículo tuvo como consecuencia una carta del bufete de abogados que representaba a la AOA acusando a Barrett de difamación y exigiendo una disculpa para evitar acciones legales. En respuesta, Barrett hizo algunas ligeras modificaciones a su texto, manteniendo su posición general. Cuestionó la referencia del AOA a "la tendencia natural del cuerpo hacia la buena salud" y los retó a "proporcionarle [a él] evidencia científica adecuada que muestre cómo esta creencia ha sido probada y demostrada como cierta". Barrett ha sido citado diciendo que "la pseudociencia dentro de la osteopatía no puede competir con la ciencia".
En 2004, el médico osteopáta Bryan E. Bledsoe, profesor de medicina de emergencia, escribió despectivamente sobre la "pseudociencia" en los fundamentos de la terapia de manipulación osteopática. En su opinión, "la osteopatía debería seguir -y seguirá- a  la homeopatía, la curación magnética, la quiropráctica y otras prácticas obsoletas en las páginas de la historia médica".
En 2010, Steven Salzberg escribió que la terapia de manipulación osteopática es promovida como un elemento distintivo especial de la capacitación de los DO, pero que no equivalía a nada más que "capacitación" extra "en prácticas pseudocientíficas".
Se ha sugerido que los médicos osteopátas pueden ser más propensos que los médicos convencionales a participar en prácticas cuestionables como la terapia ortomolecular y la homeopatía.

## Regulación y estatus legal
La profesión osteopática ha evolucionado en dos ramas: los osteópatas no médicos y los médicos osteópatas (a menudo abreviados como DO) con un alcance de práctica médica completa. Estos grupos son tan distintos que en la práctica funcionan como profesiones separadas. La regulación de los osteópatas no médicos varía mucho entre jurisdicciones. En Australia, el Reino Unido y Nueva Zelanda, los osteópatas no médicos están regulados por ley y la práctica requiere el registro con la autoridad reguladora pertinente. La Alianza Osteopática Internacional tiene una guía de países con detalles de registro y derechos de práctica y la Asociación Osteopática Internacional tiene una lista de todas las universidades osteopáticas acreditadas.
Existen varias organizaciones internacionales y nacionales relacionadas con la educación osteopática y su defensa política. Del mismo modo, también existe una organización internacional de asociaciones médicas osteopáticas y asociaciones osteopáticas no médicas nacionales, reguladores legales y universidades o escuelas de medicina que ofrecen educación médica osteopática y osteopátía no médica, conocida como la Alianza Internacional Osteopática (OIA).
Las siguientes secciones describen el estado legal de la osteopatía y la medicina osteopática en diferentes países. 

### Australia
Los osteópatas trabajan en la práctica privada, y la mayoría de los proveedores de seguros de salud privados cubren sus tratamientos. Además, el tratamiento realizado por osteópatas está cubierto por el sistema público de salud en Australia (Medicare) bajo el plan de Manejo de Enfermedades Crónicas.
Los osteópatas en Australia requieren un mínimo de cinco años de formación universitaria en anatomía, fisiología, patología, diagnóstico médico general y técnicas osteopáticas para ser elegibles para practicar la profesión.
Osteopatía Australia (Osteopathy Australia) (anteriormente Asociación Australiana de Osteopatía) es una organización nacional que representa los intereses de los osteópatas australianos, la osteopatía como profesión en Australia y el derecho de los consumidores a acceder a los servicios osteopáticos. Fundada en 1955 en Victoria, la Asociación Australiana de Osteopatía se convirtió en un organismo nacional en 1991 y se convirtió en Osteopatía Australia en 2014. y es miembro de la Alianza Internacional de Osteopatía.
El consejo de Osteopatía de Australia (Osteopathy Board of Australia) es parte de la Agencia Australiana de Regulación de Profesionales de la Salud, que es el organismo regulador de todas las profesiones de atención médica reconocidas en Australia. El consejo de Osteopatía de Australia está separado del Consejo Médico de Australia (Medical Board of Australia), que es el órgano rector que regula a los médicos. Los osteópatas entrenados internacionalmente pueden ser elegibles para registrarse en Australia, dependiendo de su nivel de entrenamiento y siguiendo la evaluación de competencia relevante.  

### Canadá
En Canadá, los títulos de "osteópata" y "médico osteópata" están protegidos en algunas provincias por la facultad de regulación médica para médicos y cirujanos. Hasta 2011, había aproximadamente 20 médicos osteópatas entrenados en los Estados Unidos, todos los cuales tenían un título de doctor en Medicina Osteopática, practicando en todo Canadá. Hasta 2014, no se habían establecido programas de capacitación para médicos osteópatas en Canadá.
La práctica de manipulacón osteopática no médica se practica en la mayoría de las provincias canadienses. Hasta 2014, la práctica de la manipulación osteopática no era una profesión de salud regulada por el gobierno en ninguna provincia, y aquellos interesados en realizar estudios en osteopatía deben registrarse en escuelas privadas de osteopatía. Se estima que hay más de 1300 practicantes de manipulación osteopática en Canadá, la mayoría de los cuales practican en Quebec y Ontario. Algunas fuentes indican que hay entre 1,000 y 1,200 osteópatas practicando en la provincia de Quebec, y aunque este número puede parecer bastante elevado, muchas clínicas de osteopatía están agregando pacientes en listas de espera debido a la escasez de osteópatas en la provincia.

#### Quebec
A partir de 2009, la Universidad Laval en la ciudad de Quebec estaba trabajando con el Collège d'études ostéopathiques en Montreal en un proyecto para implementar un programa de osteopatía profesional que consistía en una licenciatura seguida de una maestría profesional en osteopatía como terapia manual. Sin embargo, debido a las muchas dudas de la Facultad de Medicina sobre la credibilidad científica de la osteopatía, los desarrolladores del programa decidieron abandonar el proyecto en 2011, después de años de discusión, planificación y preparación para la implementación del programa. Si el programa se hubiera implementado, la Universidad Laval habría sido la primera institución universitaria en Quebec en ofrecer un programa profesional en osteopatía como terapia manipulativa.

### Estados Unidos
La American Osteopathic Association y la American Association of Colleges of Osteopathic Medicine recomiendan utilizar los términos médico osteopáta (solo los entrenado en los EE. UU.) Y medicina osteopática en referencia a la medicina osteopática tal como se practica en los Estados Unidos. Los médicos osteopáticos obtienen el título de doctor en Medicina Osteopática (DO )
Aquellos entrenados solo en tratamiento de manipuplación osteopática, generalmente para aliviar afecciones musculares y esqueléticas, son denominados osteópatas. Estos profesionales no médicos no pueden usar el título DO en los Estados Unidos.

### Nueva Zelanda
La práctica de la osteopatía está regulada por ley, según los términos de la Ley de Garantía de Competencia de los Profesionales de la Salud de 2003 que entró en vigencia el 18 de septiembre de 2004. Según la Ley, es un requisito legal estar registrado en el Consejo Osteopático de Nueva Zelanda (OCNZ), y tener un certificado de práctica anual emitido por ellos, para ejercer como osteópata. Cada una de las quince profesiones de la salud reguladas por la Ley HPCA trabajan dentro del "Alcance de la práctica" determinado y publicado por su Junta o Consejo profesional. Los osteópatas en Nueva Zelanda no son médicos con licencia completa. En Nueva Zelanda, además del alcance general de la práctica, los osteópatas también pueden tener el alcance de la práctica para los "osteópatas que utilizan la acupuntura médica occidental y las técnicas de punción relacionadas."
Los osteópatas registrados y en regla con la Agencia de Regulación de Profesionales de la Salud de Australia - El Consejo de Osteopatía de Australia son elegibles para registrarse en Nueva Zelanda bajo el sistema de reconocimiento mutuo que opera entre los dos países. Los graduados de los programas en todos los demás países deben completar un procedimiento de evaluación.
El alcance de la práctica para los médicos osteopáticos entrenados en los Estados Unidos es ilimitado con base a una política de excepciones. La licencia completa para practicar medicina se otorga de manera excepcional después de una audiencia ante las autoridades de licencias en Nueva Zelanda. Tanto el Consejo Médico de Nueva Zelanda como el Consejo Osteopático de Nueva Zelanda [OCNZ] regulan a los médicos osteopáticos en Nueva Zelanda. Actualmente, el país no tiene escuela de medicina osteopática reconocida oficialmente.

### Unión Europea
No existe una autoridad reguladora universal para la práctica de la osteopatía o la medicina osteopática dentro de la Unión Europea; esta se hace país por país. El Consejo General de Osteopatía del Reino Unido, un organismo regulador establecido en virtud de la Ley de Osteopatía del país en 1993, ha publicado un documento de posición sobre la regulación europea de la osteopatía.

#### Alemania
Alemania tiene osteopatía y medicina osteopática. Existiendo diferencias diferencia significativas en la educación osteopática entre osteópatas no médicos, fisioterapeutas y médicos osteópatas.
Los fisioterapeutas son una profesión de salud reconocida y pueden lograr un grado de "Diploma en Terapia Osteopática (DTO)". Los osteópatas no médicos no tienen licencia médica. Tienen un promedio total de 1200 horas de entrenamiento, siendo aproximadamente la mitad en terapia manual y osteopatía, sin ninguna especialización médica antes de alcanzar su grado. Los osteópatas no médicos en Alemania trabajan oficialmente bajo la ley "Heilpraktiker". Heilpraktiker es una profesión separada dentro del sistema de salud alemán. Hay muchas escuelas de osteopatía en Alemania. La mayoría de estas están avanzando hacia el reconocimiento nacional, aunque dicho reconocimiento no existe actualmente. En Alemania, existen reglas (a nivel de país) bajo las cuales las personas (no médicas) pueden hacerse llamar osteópatas.

#### Bélgica
Desde principios de la década de 1970, los osteópatas han estado practicando en Bélgica, durante este tiempo se hicieron varios intentos para obtener un estatus oficial de profesión de atención médica. En 1999, se aprobó una ley (la 'Ley de Colla') que proporciona un marco legal para la osteopatía, entre otras tres profesiones médicas no convencionales, para desarrollarla como una profesión médica independiente por derecho propio. En 2011, el ministro belga Onkelinx creó y estableció las Cámaras de Medicamentos No Convencionales y la Comisión Conjunta prevista en la "Ley Colla" (1999). La Cámara de Osteopatía ha estado activa desde entonces. Su objetivo es discutir y llegar a un acuerdo entre los distintos organismos médicos para decidir sobre estas prácticas. En febrero de 2014, solo una práctica, la homeopatía, había recibido su reconocimiento. Las otras, incluida la osteopatía, permanecen sin resolver. Desde 2014, la mayoría de las asociaciones de osteópatas profesionales se han unido bajo el nombre de UPOB - BVBO (Union Professionelle des Osteopathes de Belgique - Belgische Vereniging van Belgische Osteopaten - Unión profesional de osteópatas belgas) para consolidar la imagen y la visión unida de la osteopatía. Esta fusión también resultó en la creación de un sitio web que representa todos los aspectos de la osteopatía en Bélgica. Su objetivo es ofrecer a los belgas una base de información sobre la osteopatía, para proporcionar acceso a un servicio nacional de atención de emergencia, así como a centros de atención osteopática para los menos afortunados. También sirve como un directorio para osteópatas que practican osteopatía de forma exclusiva. 

#### España
En España, la osteopatía no está reconocida como una actividad profesional legal, sino alegal. Es una práctica terapéutica no incluida en el Código de la Sanidad Pública y el Código de la Seguridad Social. Actualmente los osteópatas se están organizando para que se reconozca su profesión.
La orden del Ministerio de Ciencia e Innovación CIN/2135/2008, de 3 de julio, por la que se establecen los requisitos para la verificación de los títulos universitarios oficiales que habiliten para el ejercicio de la profesión de fisioterapeuta y establece la osteopatía como una asignatura del Graduado en Fisioterapia, por lo que se integran sus prácticas dentro de este título de grado, no queriendo decir con ello que los fisioterapeutas sean los únicos habilitados para el ejercicio de la osteopatía, en cualquier país de la CE que este regulada la osteopatía, esta define claramente las diferencias con la fisioterapia o cualquier otra rama de similar acción.
Algunas universidades lo incluyen como asignaturas de distintos estudios de grado (fisioterapia, podología, etc.) mientras que  la Universidad Católica San Antonio de Murcia ofrece un Programa Oficial de Doctorado en Osteopatía y Terapia Manual. Así mismo, universidades como Universidad Pompeu Fabra imparten dentro de sus programas de másteres y postgrados especializaciones en osteopatía en colaboración con escuelas reconocidas por el Registro de Osteópatas de España y amparadas dentro del Espacio Europeo de Educación Superior, como la Escuela de Osteopatía de Barcelona. La universidad de Zaragoza imparte así mismo un máster únicamente de la parte de osteopatía estructural. La Universidad Autónoma de Barcelona también posee programas similares en colaboración con escuelas no reconocidas por el Registro de Osteópatas de España.[cita requerida] También la Universidad Pontificia de Salamanca tiene dentro de sus programas de postgrado Másteres de formación permanente de osteopatía en colaboración con la Escuela de Osteopatía de Madrid.
Registro de los Osteópatas de España
En 1993 fue creado el Registro de los Osteópatas de España (ROE), constituido como asociación y representante español en la Federación Europea de Osteópatas. Pretende aglutinar a todos aquellos profesionales y escuelas de osteopatía en España que, por su nivel académico, cumplan con los criterios especificados tanto por la OMS como por la EFO. Su objetivo es normalizar la osteopatía como profesión como entidad propia y no una especialización en fisioterapia, e incluir a más profesionales cualificados que procedan de otros grados en ciencias de la salud, siempre y cuando, hayan realizado cursos de adecuación en escuelas de osteopatía homologadas por el ROE. El Registro de los Osteópatas de España otorga el título de Osteópata DO MRO(E) (Diplomado en Osteopatía, Miembro del Registro). En 2013, el Registro reunía 261 miembros.[cita requerida]

#### Francia
La legislación francesa especifica que un osteópata titulado únicamente está autorizado a utilizar prácticas musculoesqueléticas y miofaciales externas, con el único propósito de prevenir o corregir trastornos funcionales del cuerpo humano, con exclusión de enfermedades orgánicas que requieren la intervención terapéutica, médica, quirúrgica, de drogas o agentes físicos. En ningún caso un ostópata puede actuar cuando hay síntomas que justifican pruebas diagnósticas. En esos términos la osteopatía es una profesión reconocida por el gobierno y tiene protección de título, autorisation d'utiliser le titre d'ostéopathe (autorización de uso del título de osteopatía). El decreto más reciente sobre osteopatía se promulgó en 2014.

#### Portugal
La osteopatía es una profesión sanitaria reconocida por el gobierno y el título de osteópata está protegido por la Ley (Ley 45/2003, de 22 de octubre, y Ley 71/2013, de 2 de septiembre). Actualmente hay tres facultades que enseñan el curso de cuatro años de osteopatía (BSc Hon en Osteopatía).

#### Reino Unido
La práctica de la osteopatía tiene una larga historia en el Reino Unido. La primera escuela de osteopatía fue establecida en Londres en 1917 por John Martin Littlejohn, alumno de A.T. Still, que había sido decano del Colegio de Medicina Osteopática de Chicago. Después de muchos años de existir fuera de la corriente principal de la prestación de servicios de salud, la profesión osteopática fue reconocida formalmente por el parlamento en 1993 con el "Acta de osteopatía". Esta legislación ahora proporciona a la profesión osteopática el mismo marco legal de autorregulación que otras profesiones de la salud, como la medicina y la odontología.
El Consejo General de Osteopatía (GOsC) regula la práctica de la osteopatía bajo los términos de la Ley de Osteopatía de 1993. Según la ley británica, un osteópata debe estar registrado en el GOsC para practicar en el Reino Unido. El Consejo General de Osteopatía tiene el deber legal de promover, desarrollar y regular la profesión de la osteopatía en el Reino Unido. Cumple con su deber de proteger los intereses del público al garantizar que todos los osteópatas mantengan altos estándares de seguridad, competencia y conducta profesional durante toda su vida profesional. Para estar registrado en el Consejo Osteopático General, un osteópata debe tener una cualificación reconocida que cumpla con los estándares establecidos por la ley en el estándar de práctica del GOsC. Esta ley establece la "protección del título". Una persona que, ya sea expresa o implícitamente, se describe a sí misma como osteópata, practicante osteopático, médico osteópata, osteoterapeuta o cualquier tipo de osteópata, es culpable de un delito a menos que esté registrado como un osteópata. Actualmente hay más de cinco mil osteópatas registrados en el Reino Unido.
La medicina osteopática está regulada por el Consejo General de Osteopatía (GOsC) bajo los términos de la Ley de Osteopatía de 1993 y la declaración del GMC. Los osteópatas practicantes generalmente tienen un BS o M.Sc. en osteopatía. Los cursos acelerados que conducen a la acreditación están disponibles para aquellos con un título médico y fisioterapeutas. El London College of Osteopathic Medicine, enseña la osteopatía solo a aquellos que ya son médicos.